# 艾莉森·查尔斯
艾莉森·查尔斯（英語：Alyson Charles，1998年10月30日—），加拿大女子短道速滑运动员，2019年世界短道速滑锦标赛女子3000米铜牌得主、2022年世界短道速滑锦标赛女子3000米银牌得主。